# 미셸 아운
미셸 아운(아랍어: ميشال عون, Michel Naim Aoun, 1935년 1월 18일~)은 레바논의 제13대 대통령이다.

## 대통령 선출
레바논은 헌법에 따라 의회 투표를 통해 대통령을 선출한다. 임기 6년의 레바논 대통령은 종파 간의 권력 안배를 규정한 헌법에 따라 마론파가 맡게 돼 있는데, 2014년 5월 미셸 술레이만 대통령이 임기 만료로 물러난뒤 레바논 의회는 45차례의 회동을 갖고 대통령을 선출하려 했으나 정파간 갈등으로 선출하지 못하였다. 이에 따라 29개월간 대통령이 공석(空席)으로 있던 가운데, 2016년 10월 31일 레바논 의회 의원 127명이 참가한 가운데 수 차례 투표 끝에 83명의 찬성표를 얻어 미셸 아운이 제13대 레바논 대통령에 오르게 되었다.
| 10월 31일 표결 결과 (127명 참석) | 10월 31일 표결 결과 (127명 참석) | 10월 31일 표결 결과 (127명 참석) | 비고               |
| -------------------------------- | -------------------------------- | -------------------------------- | ------------------ |
|                                  |                                  |                                  | 제13대 대통령 선출 |
| 찬성 83                          | 무투표 36                        | 무효+타후보 7 + 1                |                    |

## 레바논 내전
아운은 육군 장성으로 레바논 내전이 끝날 무렵의 종전 조건에 관련한 ‘타이프 협정’에 반대하며 시리아군에 맞서다 패배하고, 프랑스로 망명했다. 이후 2003년 미국 의회에서 내전 중 시리아 측의 레바논 대통령 암살 배후 조종에 대하여 증언하였고, 미국은 시리아에 대한 제재를 추진하였다. 시리아군은 레바논 내전 발발 이듬해부터 약 2만명을 주둔시켰는데, 미국 등 국제사회의 압력에 밀려 2005년 4월 레바논에서 철군했다.
아운은 시리아군의 완전철군 이후 2005년 5월 레바논으로 귀국하였다.

## 평가
식자 층과 젊은 층에서 인기가 높지만 레바논 내전 기간 국가의 분열을 조장하는 역할을 했다는 비판도 있다.

## 같이 보기
- 2014~2016년 레바논 대통령 선거

## 역대 선거 결과
| 선거명           | 직책명          | 대수 | 정당         | 득표율 | 득표수 | 결과 | 당락 |
| ---------------- | --------------- | ---- | ------------ | ------ | ------ | ---- | ---- |
| 2014~2016년 선거 | 레바논의 대통령 | 13대 | 자유애국운동 | 63.35% | 83표   | 1위  |      |